# Miha Likar
Miha Likar, slovenski zdravnik, mikrobiolog, * 24. julij 1923, Ljubljana, † 3. maj 2010, Ljubljana.
Likar je leta 1949 diplomiral na ljubljanski Medicinski fakulteti (MF) in 1954 na biološkem oddelku Prirodoslovno matematične fakultete. Strokovno se je izpopolnjeval v Londonu, Belfastu in New Yorku. Leta 1955 je v Ljubljani opravil specialistični izpit iz mikrobiologije in parazitologije doktoriral je 1960. leta 1961 je postal docent, 1972 pa redni profesor na MF, na kateri je bil od 1975 do 1979 tudi dekan. Od 1985 do 1987 je bil prorektor ljubljanske Univerze, ki mu je 1996 podelila naziv zaslužni profesor.  
Likar je napisal, prevedel in priredil okoli 100 knjig in učbenikov. Njegovo poljudnoznanstveno delo Družinsko zdravje (Fammily Health) je izšlo v nakladi pol milijona v Združenem kraljestvu, Franciji na Nizozemskem in v nekdanji Sovjetski zvezi.  Je mdr. avtor Enciklopedije citatov.